# Cabeça-branca
A cabeça-branca (Dixiphia pipra) é uma ave passeriforme, florestal, da família Pipridae, encontrada na Amazônia e Brasil oriental (do Sul da Bahia ao Rio de Janeiro). Possui cerca de 9 cm de comprimento, plumagem preta com o boné branco e íris vermelha. Também é conhecido pelos nomes de berrumeira-da-mata, dançador-de-coroa-branca, tangará, tangará-de-cabeça-branca, uirapuru, uirapuru-catimbozeiro e uirapuru-de-cabeça-branca.